# III Cuerpo de Ejército (Bando republicano)
El III Cuerpo de Ejército fue una formación militar perteneciente al Ejército Popular de la República que luchó durante la guerra civil española. Situado en el Frente de Madrid, tuvo un papel poco relevante a lo largo de la contienda.

## Historial
La unidad fue creada el 4 de marzo de 1937, en la retaguarida del frente de Madrid. Tenía establecido su cuartel general en la localidad madrileña de Carabaña, y pasó a formar parte del Ejército del Centro. El cuerpo de ejército fue creado a partir de la antigua «Agrupación de fuerzas del Tajo-Jarama», mandada por el teniente coronel Ricardo Burillo Stholle.
Durante la contienda no llegó a tomar parte en operaciones de relevancia, limitándose a guarnecer el sector comprendido al sur de Madrid. En marzo de 1939, tras el golpe de Casado, el comandante del cuerpo —teniente coronel Antonio Ortega— fue destituido por el Consejo Nacional de Defensa. La unidad se autodisolvió coincidiendo con el final de la guerra.

## Mandos
Comandantes
- teniente coronel de Asalto Ricardo Burillo Stholle;[4]
- teniente coronel de Asalto Armando Álvarez Álvarez;[5]
- comandante de infantería Ernesto Güemes Ramos;[6]
- teniente coronel de carabineros Antonio Ortega Gutiérrez (30 de mayo de 1938);[7]
- teniente coronel de carabineros Hilario Fernández Recio (12 de marzo de 1939);[8]

Comisarios
- Francisco Antón Sanz, del PCE;[1]
- Francisco Ortega Jiménez, del PCE;[9]
- Alfonso Reyes, de IR;[10]
- Antonio Romero Cebrián;

Jefe de Estado Mayor
- teniente coronel de Estado Mayor Francisco Domínguez Otero;[11]
- teniente coronel de caballería José Durango Pardini;
- capitán de ingenieros Juan Manzano Porqueres;

## Orden de batalla
| Fecha              | Ejército adscrito   | Divisiones integradas  | Frente de batalla |
| Marzo de 1937      | Ejército del Centro | «A», «B» y 11.ª        | Centro            |
| Abril-mayo de 1937 | Ejército del Centro | 9.ª, 13.ª, 15.ª y 16.ª | Centro            |
| Abril de 1938      | Ejército del Centro | 9.ª, 15.ª y 18.ª       | Centro            |
| Marzo de 1939      | Ejército del Centro | 13.ª, 18.ª y 19.ª      | Centro            |